# Heyden-Gold

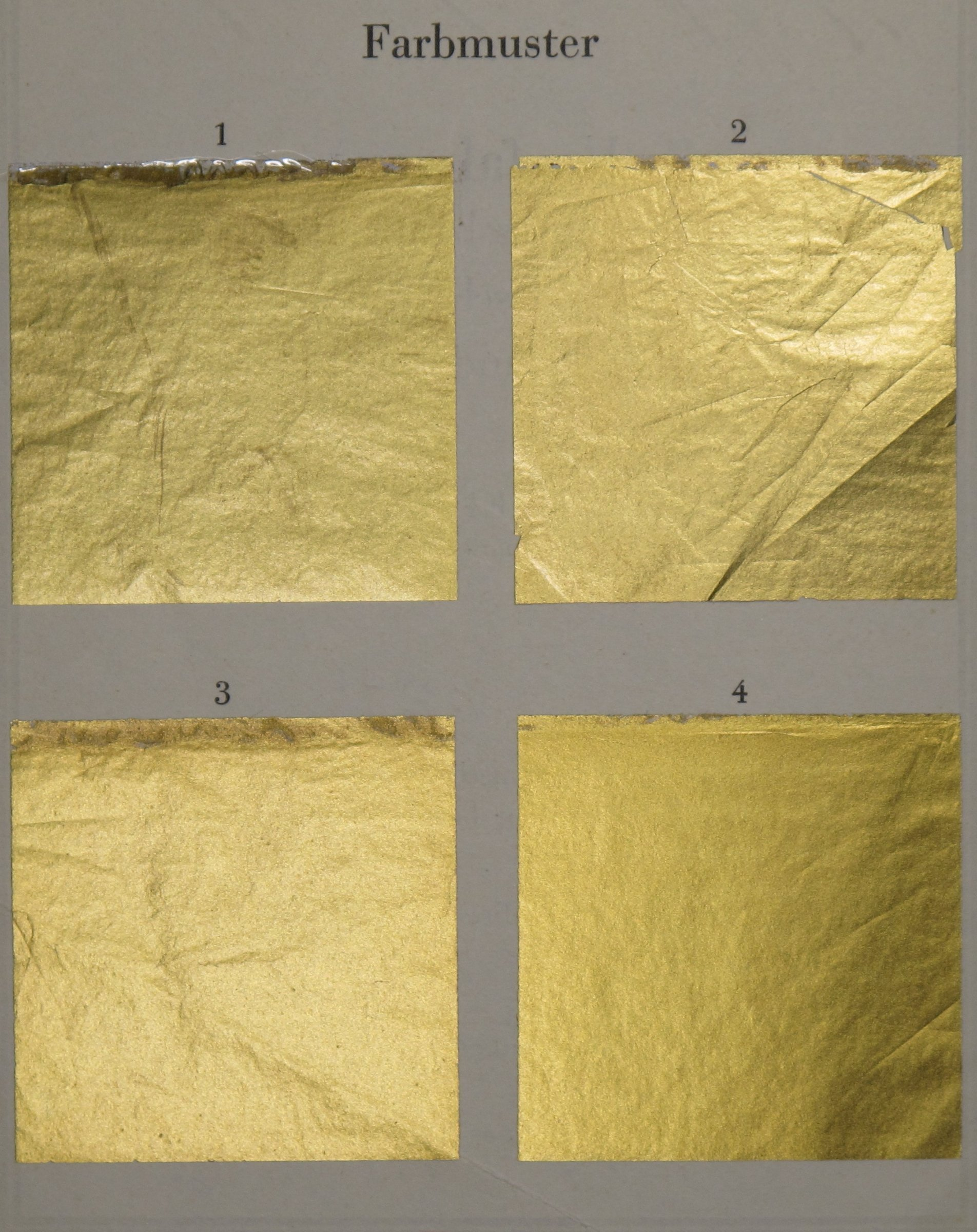
Farbmuster von Heyden-Gold aus: C. Beinroth: Verfahren zur Herstellung eines brauchbaren Ersatzes für Gold- und Silberschrift usw., Radebeul 1927

Heyden-Gold und Heyden-Silber war in den 1920er Jahren die Bezeichnung für sogenanntes Kompositionsgold, das die Chemische Fabrik v. Heyden in Radebeul herstellte. Es handelte sich um dünne Metallfolien als billigeren Ersatz für Blattgold bzw. Blattsilber. Die Folie bestand aus nicht-oxidierender Bronze im Unterschied zu anderen meist aus Messing hergestellten ähnlichen Materialien.
Verwendung fand es z. B. bei der Beschriftung bzw. ornamentalen Gestaltung von Schaufenstern oder Glasschildern zu Reklamezwecken. Die etwas mattere Oberfläche des Materials wurde als Vorteil gegenüber echtem Blattgold angesehen, bei dem mittels Ätzung erst dessen Hochglanz kompensiert wurde, der die Sichtbarkeit auf den Reklameflächen beeinträchtigte.

## Verarbeitung
Zunächst wurde die Glasplatte mit der Folie, diese dann mit einer Schicht Stanniol zum mechanischen Schutz beklebt. Noch vor der vollständigen Trocknung wurden Buchstaben und gestalterische Elemente spiegelverkehrt aufgezeichnet und die beiden Folien mit einem scharfen Messer bis auf das Glas durchschnitten. Die überschüssige Folie konnte nun entfernt und das verbleibende Material angepresst und mit einer Farbe überstrichen werden.
Die Folie wurde in Rollen von 10, 20 und 50 Metern Länge und einer Breite bis zu 60 Zentimetern angeboten. Der Preis betrug pro Quadratmeter bei einer Mindestabnahme von 5 Quadratmetern ca. 3,50 Reichsmark. Zeitgenössische unverarbeitete Materialproben weisen bis heute kaum sichtbare Oxidationsspuren auf.

## Patente
Im März 1929 wurde vom Reichspatentamt ein Patent Herstellung eines besonders festen Blattmetallersatzes mit Patentrückwirkung zum 3. April 1924 bekanntgemacht, es ist Fritz Pfleumer als Erfindung zuzuschreiben.
Ebenso erhielt die Chemische Fabrik v. Heyden schon 1928 ein Patent Verfahren zum Herstellen von Metallfolien mit Patentrückwirkung zum 6. Juli 1924.